# Двухтактный преобразователь
Двухтактный преобразователь — преобразователь напряжения, использующий импульсный трансформатор. Коэффициент трансформации трансформатора может быть произвольным. Несмотря на то, что он фиксирован, во многих случаях может варьироваться ширина импульса, что расширяет доступный диапазон стабилизации напряжения. Преимуществом двухтактных преобразователей является их простота и возможность наращивания мощности.
Однофазный двухтактный преобразователь представляет собой двухтактный полномостовой генератор с трансформатором и выпрямитель с фильтром.

## Принцип действия
Термин «двухтактный» иногда используется для описания любого преобразователя с двунаправленным возбуждением трансформатора. Например, в полномостовом преобразователе ключи, соединённые в Н-мост, изменяют полярность напряжения, подаваемого на первичную обмотку трансформатора. При этом трансформатор работает так, как будто он подключен к источнику переменного тока и производит напряжение на вторичной обмотке. Однако чаще всего имеют в виду полумостовой преобразователь, нагруженный на первичную обмотку с отводом от середины.
В любом случае, напряжение вторичной обмотки затем выпрямляется и передаётся в нагрузку. На выходе источника питания часто включается конденсатор, фильтрующий шумы, неизбежно возникающие из-за работы источника в импульсном режиме.
На практике необходимо оставлять маленький свободный интервал между полупериодами. Ключами обычно является пара транзисторов (или подобных элементов), и если оба транзистора откроются одновременно, возникает риск короткого замыкания источника питания. Следовательно, необходима небольшая задержка, чтобы избежать этой проблемы.

## Транзисторы
Могут использоваться транзисторы n-типа и p-типа. Часто используются полевые транзисторы с изолированным затвором в связи с их способностью переключать большие токи, а также низким сопротивлением открытого канала. Затворы или базы силовых транзисторов подтягиваются через резистор к одному из напряжений источника питания. Для подачи положительного напряжения на затвор силового транзистора N-типа в схеме с общим истоком применяется дополнительный транзистор P-типа, а для соединения с потенциалом земли затвора силового транзистора P-типа применяется дополнительный транзистор N-типа.
Силовые транзисторы могут быть n-типа (в 3 раза выгоднее p-типа).

## Фазировка
Очень важным моментом является синхронизация открытия и закрытия транзисторов. Если оба транзистора открыты, возникает короткое замыкание, если оба закрыты — появляются высоковольтные импульсы из-за ЭДС самоиндукции.
Если драйвер силовых транзисторов достаточно мощный и быстрый, ЭДС самоиндукции не успевает зарядить паразитные ёмкости обмоток трансформатора и транзисторов до высоких напряжений.